# Lubná (Boemia centrale)
Lubná è un comune della Repubblica Ceca facente parte del distretto di Rakovník, in Boemia Centrale.